# 東京スパイ大作戦
『東京スパイ大作戦』（とうきょうスパイだいさくせん、Blood on the Sun）は、1945年のアメリカ合衆国のスパイ映画。第二次世界大戦前の東京を舞台に、いわゆる田中上奏文にまつわる日本政府の陰謀を追うアメリカ人記者を描く。
ウィアード・イーネンとA・ローランド・フィールズは、本作で第18回アカデミー賞の美術賞白黒映画部門を受賞している。1993年にはコンピューター彩色版が制作された。
公開後に著作権の更新が行われなかったため、1973年にはアメリカ合衆国におけるパブリックドメイン作品の1つとなった。
日本では劇場公開されず、ビデオが発売された。

## あらすじ
主人公ニコラス・"ニック"・コンドンは東京に拠点を置くアメリカの新聞社、トーキョー・クロニクル（Tokyo Chronicle）の編集局長である。彼は「タナカ首相がアメリカ侵攻を計画している」という特ダネ記事を独断で掲載し、翌日にはオオシマ警部率いる日本の警官隊が編集部に乗り込んできて全ての新聞を押収してしまった。ニックは情報の出処を探っていた友人の記者オリーと会うのだが、彼は大金を手にして妻と共に今夜日本を離れるという。そして別れの乾杯を交わそうとニックが客船を訪れると、そこには既にオオシマらが待ち構えていた。彼らの静止を振り切り客室へ向かったニックが目にしたのは、何者かに殺されたオリーの妻であった。アメリカ大使に報告しようとクロニクルに電話を入れると、オリーが急用の為にニックの家へ向かったことを知らされる。そして慌てて自宅に戻るのだが、オリーは何者かの襲撃を受け瀕死の状態であった。そして、彼はタナカ首相の計画を記したという秘密文書『タナカ文書』をニックに託して息絶えてしまう。直後、ニックは踏み込んできたオオシマたちに捕らえられてしまうが、その直前に文書をある場所に隠すことに成功した。
翌朝、留置場を出たニックは顔見知りの警察幹部ヤマダ警部長に不当な逮捕だと抗議するが、ヤマダは「あなたは昨晩、パーティを開き酒に酔って大騒ぎした為に逮捕されたのだ」と語り、既に朝刊でも報じられているという。自宅に戻るとオリーの死体や血痕などの痕跡は全て隠蔽され、ヤマダの言葉を裏付けるようなパーティの痕跡ばかりが残されていた。そして隠したはずの文書もどこかに消えていた。
ところが一方の日本政府も、実は文書の在処を突き止められないままでいた。タナカ首相の元、警察のオオシマとヤマダ、特高エージェントのヒジカタ、陸軍のトージョー大佐は文書の在処を探るべくニックを追うのであった。

## キャスト

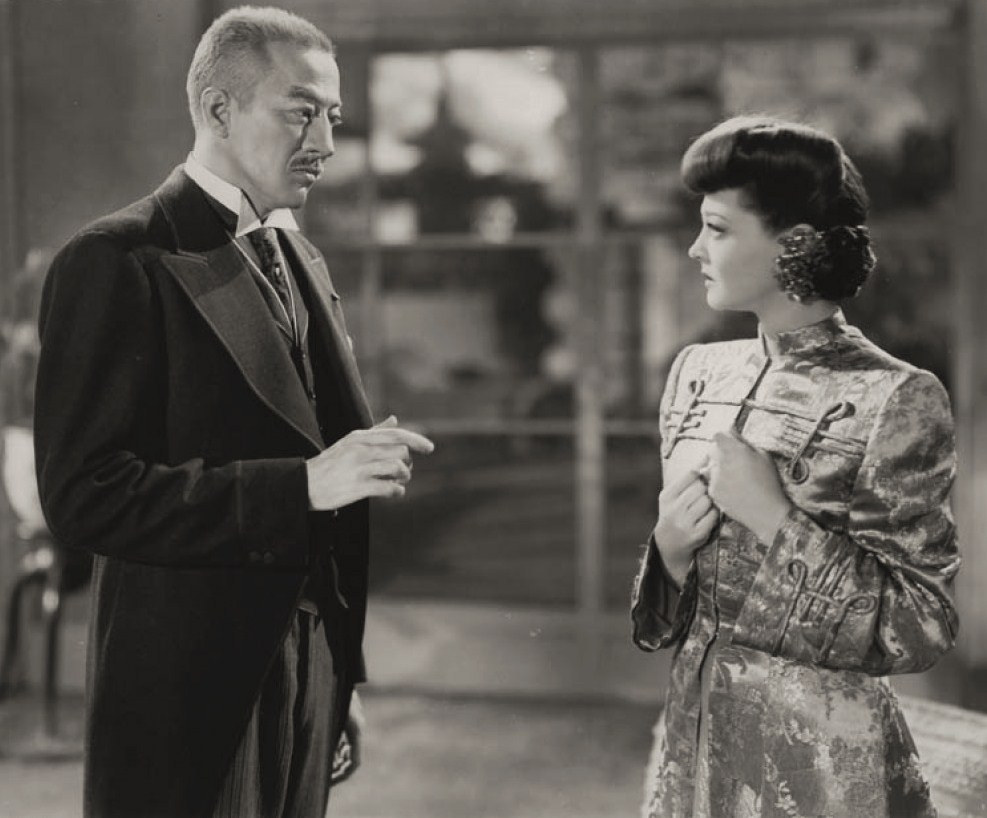
ジョン・エメリーとシルヴィア・シドニー

- ジェームズ・キャグニー - ニック・コンドン
- シルヴィア・シドニー - アイリス・ヒリアード
- ポーター・ホール（英語版） - アーサー・ビケット
- ジョン・エメリー（英語版） - ギイチ・タナカ首相
- ロバート・アームストロング - ヒデキ・トージョー陸軍大佐
- ウォレス・フォード（英語版） - オリー・ミラー
- ローズマリー・デキャンプ（英語版） - エディス・ミラー
- ジョン・ハローラン(John Halloran) - オオシマ警部
- レオナルド・ストロング - ヒジカタ
- ジェームズ・ベル（英語版） - チャーリー・スプラーグ
- マーヴィン・ミラー（英語版） - ヤマダ警部長
- リス・ウィリアムズ（英語版） - ジョセフ・カッセル
- フランク・プーリア（英語版） - タツギ殿下
- ヒュー・ボーモント（英語版） - ジョニー・クラーク

## ラジオドラマ版
1945年12月3日、キャグニー主演による本作のラジオドラマ版がLux Radio Theatreのエピソードとして放送された。また1946年11月16日には、Academy Award Theaterの一編としてジョン・ガーフィールド主演によるラジオドラマ版の放送が行われた。